# 阿拉尔 (哈萨克斯坦)

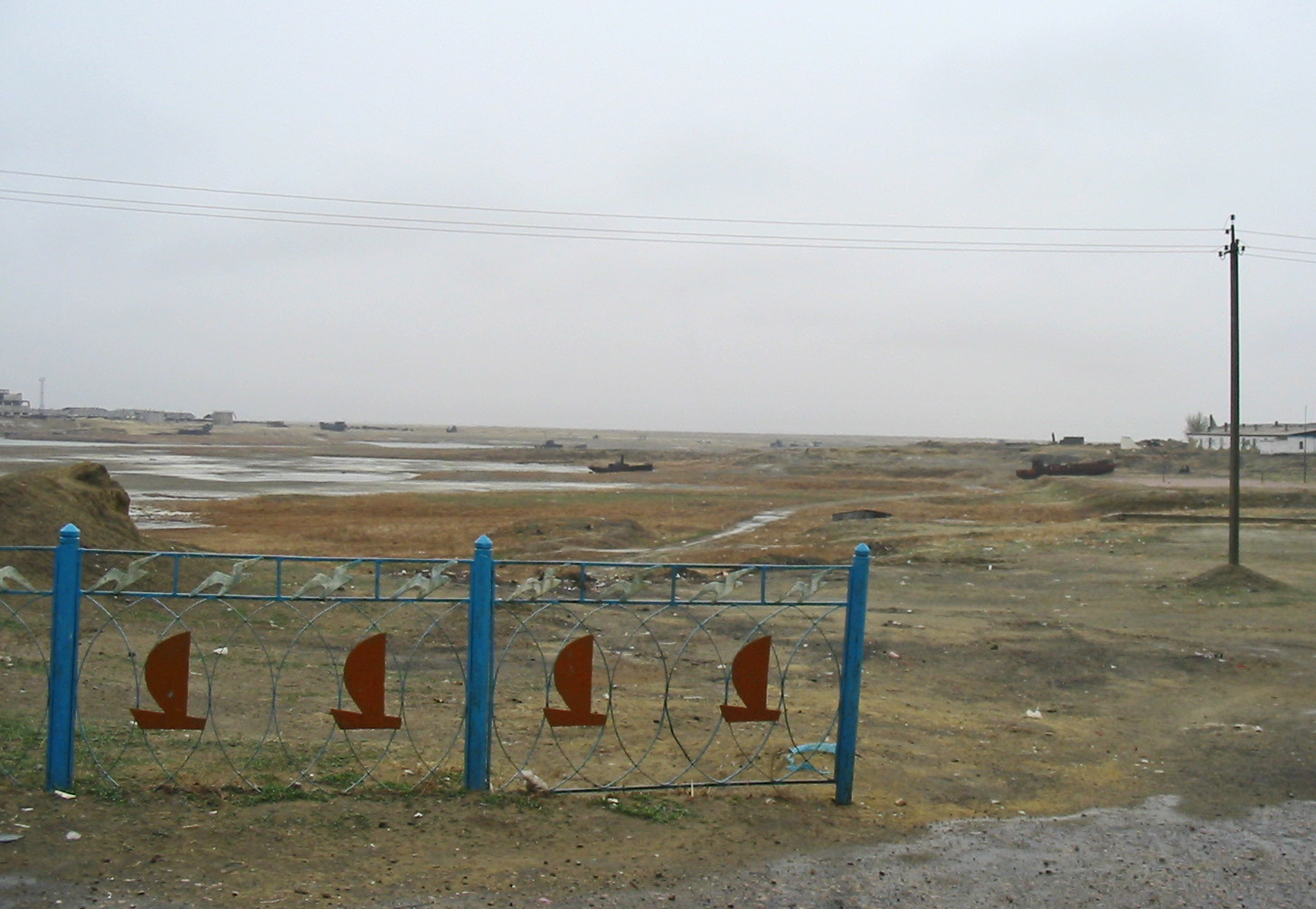

阿拉爾是哈薩克的城鎮，由克孜勒奧爾達州負責管轄，位於該國西南部，始建於1905年，受大陸性氣候影響，每年平均降雨量127毫米，2009年人口29,987。